# عبد الرحمن عبد الله الحضرمي
عبد الرحمن عبد الله الحضرمي (1933 - 17 أغسطس 1993) هو كاتب ومؤرخ يمني.

## حياته ونشأته
مواليد عام 1933م بمدينة زبيد، أب لتسعة أولاد ذكور وبنتين تلقى تعليمه الابتدائي بالمدرسة الأحمد ية بزبيد وأخذ عن علماء زبيد بالمدرسة العلمية بالأشاعرة، الدراسات الإسلامية واللغة العربية، وكان ضمن المختارين في بعثة تعليمية إلى صنعاء في عام 1949م مع نخبة من الشباب من كافة المديريات من محافظة الحديدة ولما تعذر سفر البعثة كان اعتماد دار المعلمين بالحديدة فكان من أوائل المنظمين إليه واستمرت الدراسة سنتين وثلاثة أشهر حصل على دبلوم المعلمين في عام 1951م، حصل على ليسانس في الشريعة الإسلامية واللغة العربية. تعين مدرساً بمدرسة الصعيد في بيت الفقيه في عام 1951م وظل متنقلاً ما بين زبيد والحديدة من عام 1952م إلى 1956م واستقر في زبيد بعد قيام الثورة عام 1962م .

## مسيرته
عين بعد الثورة مديراً للمدرسة الإعدادية بالحديدة وكان مدرساً لمادة التاريخ والجغرافياً في كل من زبيد والحديدة واستقر أخيراً في زبيد فتقلد فيها عدة مناصب تربوية: ــ
- مديراً للمدارس في زبيد فموجهاً إدارياً.
- مديراً للمعهد العلمي بزبيد منذ عام 1967م وحتى عام 1974م.
- وكيلاً لمدير مدارس زبيد.
- موجهاً تربوياً ومشرفاً لمدارس زبيد حتى وفاته.
- أحد علماء زبيد البارزين وعضو مؤسس لجمعية علماء اليمن.

مؤرخ فذ لزبيد واليمن وللعالم العربي والإسلامي وحاصل على وسام المؤرخ العربي من اتحاد المؤرخين العرب ببغداد.
- عضو مؤسس لاتحاد الأدباء والكتاب اليمنين.
- عضو المجلس الأعلى لتوحيد المناهج التعليمية.
- أحد المناضلين المجهولين المدافعين عن الثورة والجمهورية.
- عضو مؤسس لنادي الصاعقة أول نادي رياضي ثقافي بزبيد في 18 يوليو 1962.
- مندوباً للهيئة العامة للآثار ولوزارة الإعلام والثقافة بزبيد.

## مؤلفاته
له العديد من المؤلفات العلمية المختلفة وعدد من المحاضرات في الأ ندية الرياضية الثقافية.
- جامعة الأشاعر زبيد ط1، ط2 نسخة ثالثة منقحة وموسعة للطبع. 2.
- زبيد مساجدها ومدارسها العلمية. 3.	المدرسة العلمية بزبيد في عام 1357هـ. 4.
- لمحات تاريخية لمدينة زبيد. 5.
- مدينة زبيد في التاريخ. 6.
- تهامة في التاريخ (ثلاثة أجزاء). 7.
- نظرة في التاريخ. 8.
- الموانئ اليمنية في التاريخ. 9.
- الصراع التاريخي والسياسي وآثاره. 10.
- دراسات في التاريخ السياسي والاجتماعي والاقتصادي اليمني. 11.
- مزاجية التاريخ وقلب الحقائق (حوار عن الدولة الزيادية). 12.
- محكمة أمن التاريخ. 13.
- الدولة المتوكلية ووثائق تاريخية لأهم مراحل الثورة اليمنية في 26 سبتمبر 1962م. 14.
- وثائق تاريخية من عام 1223هـ ــ 1347هـ. 15.
- التاريخ والتراث. 16.
- شخصية لها تاريخ (عبد الله بن قيس المكنى أبي موسى الأشعري). 17.
- إسماعيل المقري ــ رائد الحركة الفكرية وشاعر الدولة الرسولية. 18.
- عمارة اليمني. 19.
- الحركة الأدبية والثقافية بتهامة من 1948م ــ1990م (ثلاثة أجزاء). 20.
- أشهر أدباء تهامة. 21.	اليمن في قرنين (ثلاثة أجزاء). 22.
- اليمن في مفترق الطرق. 23.
- الحق الموعود. 24.
- ماذا يريدون ؟. 25.
- الحركة الوطنية من خلال انسلاخ نجران عام (1353هـ ــ1934م). 26.
- الثورة اليمنية والبترول. 27.
- اليمن الطبيعية كما شاهدتها. 28.	الحضارة اليمنية. 29.
- من لقطات القلم. 30.
- رحلتي إلى المهرة. 31.
- حوليات الحضرمي. 32.
- مذكرات الحضرمي.
- كشكول الحضرمي. 34.
- الزواج قديماً وحديثاً بزبيد وتهامة. 35.
- خارطة خاصة بمساجد ومعالم زبيد الأثرية. 36.
- أضواء على الطريق (جزأين).

### 1.	تحقيق جامع الأشاعر المسمى ((قرة العيون وانشراح الخواطر فيما حكاه الصالحون في فضل مسجد الأشاعر)) تأليف / عبد الوهاب المقداد (ابن النقيب).
2.	تحقيق ((الأقوال الواضحة الصريحة فيما أحدث في وادي زبيد من المظالم القبيحة)) تأليف / كمال الدين موسى الضجاعي.
3.	تحقيق ((القصيدة الخمر طاشية المشهورة بالمقصورة)) لأبي الحسن أحمد بن محمد خمر طاش وشرحها (الرياض الأدبية) لمحمد عبد الله موسى الجون الأشعري.
4.	تحقيق شرح ((الفريدة الجامعة للمعاني الرائعة)) للعلامة / إسماعيل بن أبي بكر المقري (طبعت).
5.	تحقيق التراجم لآل الأهدل ترجمة السيد / يحي بن عمر الأهدل جامعها (إبراهيم أحمد الأمين خليل).
6.	تحقيق كتاب ((السياسة القضائية)) جمعها العلامة أحمد إبراهيم الربعي، مراجعة الشيخ / أسد حمزة عبد القادر.
7.	تحقيق كتاب ((غذاء قلوب المرضى فيما يحب ربنا ويرضى)) للعلامة يوسف محمد ناصر الفقير.

### الكتب التي جمعها
1.	قصائد من ديوان الشاعر العلامة محمد أحمد ناصر الزبيدي المتوفي سنة 1310هـ.
2.	جمع ديوان الفقيه مهير المتوفي سنة 1029هـ.
3.	جمع ((المناظرة الأدبية حول الكرم والنخيل)) بين عبد الله بن عمر خليل، والسيد زيد بن علي المؤيد.
4.	جمع ((الموشحات)).
5.	جمع ((مقصورة ابن دريد الأزدي)).
6.	جمع ((العقد الفريد)).
7.	مراجعة وتقديم كتاب ((كشف القناع في معرفة أحكام الزراع)) تأليف السيد حسن بن القاسم بن أبي بكر الأهدل، تحقيق عبد الله محمد الحبشي.
8.	جمع ((القصيدة اليفرسية)).
9.	جمع تراجم ((السيد عماد الدين يحي بن عمر الأهدل)).
10. جمع كتاب ((بركة الدنيا والأخرى)) للشيخ / عبد الرحمن الأهدل.
11. جمع كتاب ((قيام الساعة في عام 2280م)) د / رشاد خليفة.
12. جمع ديوان النوارس إلى منتصف شهر أغسطس 1993م.